# Observatori Flagstaff
|  | No s'ha de confondre amb Observatori Lowell. |

Observatori Flagstaff fou un col·lectiu artístic de la dècada dels 1980 format per Richard Baquié i Lluís Cortés, Josep Maria Riera i Aragó i que treballaven amb l'art contemporani. Una de les seves exposicions més destacades va tenir lloc entre l'11 d'abril i el 6 de maig de 1984 a l'Espai 10 de la Fundació Joan Miró de Barcelona. El grup va realitzar una exposició de mòbils al límit de l'absurd tecnològic. El títol de l'exposició, E pur si muove, és una cita de la frase pronunciada per Galileo Galilei després de la seva abjuració forçada per l'Església el 1633: «I tanmateix,
es mou». Els objectes escultòrics en moviment, relacionats amb el mite del perpetuum mobile, ocupaven també el Pati de l'olivera de la Fundació.